# Global Television Network
 (mai 2011).
Si vous disposez d'ouvrages ou d'articles de référence ou si vous connaissez des sites web de qualité traitant du thème abordé ici, merci de compléter l'article en donnant les références utiles à sa vérifiabilité et en les liant à la section « Notes et références ».
Pour les articles homonymes, voir Global.
Global Television Network (plus communément appelé Global, ou occasionnellement Global TV) est un réseau de télévision canadien privé en langue anglaise, détenu par Corus Entertainment. Il est présentement le réseau de télédiffusion numéro 2 du Canada.
Débutant en 1974 comme système de télévision desservant le Sud de l'Ontario, le réseau a progressivement élargi sa portée nationale au cours des décennies, et compte actuellement 11 stations détenues et exploitées au pays.

## Historique
Durant les années 1960, Ken Soble, le fondateur de la station CHCH-TV à Hamilton (Ontario), avait l'intention de lancer une Super Station qui utiliserait le satellite pour rejoindre tous les canadiens. Malheureusement, il est décédé en 1966. Al Bruner, qui a travaillé pour Ken Soble, était déterminé à poursuivre son œuvre. Il a donc créé Global Communications Limited. en 1970, appliqué pour des licences auprès du CRTC. En 1972, le plan était de lancer un réseau au sud de l'Ontario. Les antennes seraient disposés dans ces villes: Ottawa, Bancroft, Uxbridge, Paris, Sarnia et Windsor. Le CRTC a refusé l'installation d'une antenne à Maxville (près de Cornwall) à cause de sa proximité de Montréal.
La station CKGN-TV (GN pour Global television Network) a été officiellement lancée le 6 janvier 1974 à 18 h sur les six antennes du Sud-Ontarien. Les studios étaient situés au 81 Barber Greene Road à Don Mills (Toronto). Au printemps 1974, Global perdait un million de dollars par mois et les cotes d'écoute étaient très basses. Lancer une station au milieu d'une saison de télévision était une mauvaise idée étant donné que les commanditaires avaient déjà signé des contrats avec les compétiteurs. Devant les difficultés financières, Global a trouvé de nouveaux investisseurs. 45 % par Global Ventures Holdings Ltd. (propriété de Izzy Asper, qui devient CanWest en 1976), 45 % par IWC Communications Ltd. (Allan Slaight) et 10 % par Seymour Epstein. Al Bruner a été éjecté de sa chaise de président.
Le 1er septembre 1975, Izzy Asper lance la station CKND-TV à Winnipeg, Manitoba, qui diffusait de la programmation de Global. Le 22 mars 1977, Allan Slaight vend ses parts. Le 6 janvier 1984, 10 ans après son lancement, CKGN-TV devient CIII-TV (III en chiffres romain 3, signifiant le 3e réseau Canadien et sa position sur le câble en Ontario). En 1985, Izzy Asper achète les parts restantes de Global Communications. En 1987, toutes les antennes de Global diffusaient en stéréo. Les années suivantes, il y a eu des changements techniques des antennes, puis une antenne, CIII-TV-41 fut mise en service au sommet de la Tour CN le 22 octobre 1988 à 17 h 30 pour servir la grande ville de Toronto.
Global a lancé deux autres stations CFRE-TV à Regina et CFSK-TV à Saskatoon le 6 septembre 1987 sous le nom de STV (Saskatchewan Television). Bien qu'indépendantes, elles diffusaient des émissions de Global. En 1989, Selkirk Communication a été acheté par MacLean Hunter, et a dû vendre ses stations CFAC-TV Calgary, CHAN-TV Vancouver, CHEK-TV Victoria et CHBC-TV Kelowna à WIC International de Vancouver. Le 6 février 1991, Allarcom s'est départi de CITV-TV Edmonton et CKRD-TV Red Deer à Westcom TV Group Ltd. En 1992, le CRTC a refusé encore une fois l'ajout d'une antenne à Maxville près de Cornwall à cause de sa proximité de Montréal. Après avoir perdu 5 $ millions par année depuis son lancement en 1988, CIHF-TV de Saint-Jean a été vendu à CanWest Global le 29 août 1994. Les studios furent déménagés à Halifax.
Le 27 février 1997, Télé-Métropole vend 51 % de la station CKMI-TV affiliée au réseau CBC dans la ville de Québec à CanWest, qui change pour le canal 20, et ajoute deux antennes à Montréal et Sherbrooke. CKMI-TV devient donc une station Global, et toutes les stations appartenant à CanWest deviennent une station du réseau Global en septembre 1997.
En 1998, WIC Western International Communications Ltd. vend ses stations entre CanWest, Corus Radio et Shaw Communications. La transaction fut acceptée mais CanWest doit se départir de la station CKVU-TV Vancouver. Après des mois d'audiences et de transactions, le marché de Vancouver voit des changements : La station CHAN-TV (BCTV) affiliée à CTV devient une station Global, CTV affilie la station indépendante CIVT-TV au réseau CTV, et CKVU-TV est achetée par CHUM et devient une station indépendante, puis affiliée à Citytv un an plus tard.
Les autres stations moins performantes achetées de WIC, CHEK-TV Victoria, CHBC-TV Kelowna, CHCA-TV Red Deer, CHCH-TV Hamilton et CJNT-TV Montréal, furent affiliée au nouveau réseau CH en septembre 2001, qui consistait principalement à diffuser des émissions américaines moins populaires qui étaient diffusées en même temps qu'une autre émission plus populaire sur le réseau Global. Le réseau CH est devenu le réseau E! Canada à l'automne 2007.
Izzy Asper décède le 7 octobre 2003. Israel Asper prend alors le contrôle.
Le 6 février 2006, Global remplace son logo demi-croissant par un nouveau logo. Le 10 janvier 2007, CanWest et GS Capital Partners font l'acquisition des chaînes spécialisées de Alliance Atlantis pour environ 2,3 milliards de dollars.
Le 4 octobre 2007, Canwest annonce la centralisation de la production et mise en ondes de toutes ses stations dans l'un des centres à Vancouver, Edmonton, Calgary et Toronto, créant 50 nouveaux emplois dans ces nouveaux centres mais éliminant 250 emplois dans les stations locales. Cette technique permet d'économiser sur les coûts reliés à la transition des studios à la haute définition et la main d'œuvre requise durant les émissions en réseau. Les présentateurs de nouvelles font donc leur travail devant un mur vert qui représentera un studio virtuel à l'écran. Le signal des caméras est alors envoyé à l'une des centrales qui fera la production du bulletin de nouvelles, et renvoyer le signal à l'émetteur dans la ville.
En 2008, CanWest ressent les impacts de la récession économique et fait face à des problèmes financiers. Le 12 novembre 2008, 210 emplois sont éliminés, principalement dans les stations du réseau E!, et met la faute sur le dos du CRTC qui refuse que les stations locales soient compensés pour leur distribution sur le câble. Le 5 février 2009, CanWest met en vente ses 5 stations du réseau E!, qui seront fermés s'il n'y trouvent pas un acheteur. CanWest réussit à vendre les stations CHCH-TV Hamilton et CJNT-TV Montréal à Channel Zero le 20 juin 2009 pour un montant de 12 $, qui prendra le relais des deux stations le 31 août 2009. Le 22 juillet 2009, CanWest annonce la fermeture des stations CHEK-TV Victoria et CHCA-TV Red Deer et que CHBC-TV Kelowna deviendra une station du réseau Global dès le 31 août 2009. Les employés de CHEK-TV ont réussi à acheter la station et de la sauver.
CanWest se départ de sa division de journaux, et se met sous la protection de crédit (banqueroute). Shaw Communications Inc. annonce l'achat de CanWest, transaction qui fut approuvée le 22 octobre 2010.
Depuis le 1er avril 2016, Shaw Media appartient désormais à Corus Entertainment.

### Identité visuelle (logotype)

Logo du CanWest Global System de 1974 de 1997.
Logo de 1997 à 2006.
Logo de 2006 à 2019.
Logo depuis 2019.

## Programmation
En semaine, Global diffuse un bulletin de nouvelles local à 17 h 30 et/ou 18 h, suivi d'un bulletin de nouvelles national à 18 h 30 puis Entertaiment Tonight et ET Canada à 19 h et 19 h 30. L'heure de diffusion de Entertainment Tonight dépendra du réseau américain le plus près de la station Global locale qui diffuse cette émission. Suivra ensuite de la programmation américaine en simultané de 20 h à 23 h, et d'un bulletin de nouvelles local de fin de soirée à 23 h.

### Séries originales

#### En cours de diffusion
- La Famille fait loi (en) (Family Law) (depuis le 16 septembre 2021)
- Murder in a Small Town (en) (depuis le 24 septembre 2024)

#### Anciennes séries
- Matt et Jenny / La Route de l'amitié (Matt and Jenny) (1979–1980)
- Madison (en) (1993–1998)
- Les Aventures de Sinbad (The Adventures of Sinbad) (1996–1999)
- Andromeda (2000–2005)
- Blue Murder (2001–2004)
- Train 48 (en) (2003–2005)
- The Jane Show (en) (2004–2007)
- Falcon Beach (2006–2007)
- Painkiller Jane (2007)
- The Best Years (2007–2009)
- The Guard : Police maritime (The Guard) (2008–2009)
- Rookie Blue (2010–2015)
- Shattered (2010)
- Médecins de combat (Combat Hospital) (2011)
- La Firme (The Firm) (2012)
- Des femmes et des bombes (Bomb Girls) (2012–2013) + téléfilm 2014
- Remedy (2014–2015)
- Working the Engels (2014)
- Private Eyes (2016–2021)
- Ransom[1] (co-production avec TF1, 2017–2019)[2]
- Mary Kills People[3],[4] (2017–2019)[5]
- Nurses (en) (2020–2021)
- Departure (2020–2023)
- Robyn Hood (en) (2023)

### Émissions et téléréalité
- Big Brother Canada (en) (depuis 2013)

## Stations
| Station        | Ville                           |
| -------------- | ------------------------------- |
| CICT-DT        | Calgary, Alberta                |
| CITV-DT        | Edmonton, Alberta               |
| CIHF-DT        | Halifax, Nouvelle-Écosse        |
| CHBC-DT        | Kelowna, Colombie-Britannique   |
| CHEX-DT (en)   | Peterborough (Ontario)          |
| CHEX-DT-2 (en) | Oshawa                          |
| CHNB-DT (en)   | Saint-Jean (Nouveau-Brunswick)  |
| CISA-DT        | Lethbridge, Alberta             |
| CKMI-DT        | Montréal, Québec                |
| CFRE-DT        | Regina, Saskatchewan            |
| CFSK-DT        | Saskatoon, Saskatchewan         |
| CIII-DT        | Toronto, Ontario                |
| CHAN-DT        | Vancouver, Colombie-Britannique |
| CKND-DT        | Winnipeg, Manitoba              |
| CKWS-DT (en)   | Kingston (Ontario)              |

### Stations affiliées
- CHFD-DT à Thunder Bay (Ontario) appartient à Dougall Media et a joint le réseau Global à la suite d'une dispute avec CTV en février 2010, juste avant les jeux olympiques.
- CJON-DT à Saint-Jean de Terre-Neuve appartient à Stirling Communications International utilise son propre logo NTV. Étant donné son fuseau horaire n'a pas d'équivalent aux États-Unis, CJON diffuse habituellement l'émission de 22 h en premier à 19 h, ainsi que les bulletins de nouvelles du réseau CTV, soit celles du matin (Canada AM) et de fin de soirée (CTV National News).

### Anciennes stations affiliées
- CKSA-DT (en) à Lloydminster (Alberta/Saskatchewan) appartient à Stingray, affilié entre septembre 2016 et mai 2025.
- CJBN-TV (en) à Kenora, Ontario - fermée depuis le 27 janvier 2017 - appartenait à Shaw Communications, mais sous promesse de ne pas l'affilier au réseau Global, elle a utilisé son propre logo et adopté la même programmation que CKND-DT (Global Winnipeg).

### Numérique et haute définition
Global a commencé à diffuser en haute définition la programmation de Global Toronto au mois d'octobre 2004 exclusivement par câble et satellite. CIII-DT à Toronto et CHAN-DT ont été les premières stations du réseau Global à diffuser par antenne en mode numérique le 18 avril 2008, suivi de Global Calgary le 25 mai 2009, Global Edmonton le 29 juin 2009 et Global Winnipeg le 16 décembre 2010. Les autres stations ont été converties au numérique durant l'année 2011, et dans certains cas le signal analogique a été coupé pour être remplacé par le signal numérique sans période de transition.